# A Train of Incidents
A Train of Incidents è un cortometraggio muto del 1914 diretto da George D. Baker.

## Produzione
Il film fu prodotto dalla Vitagraph Company of America.

## Distribuzione
Distribuito dalla General Film Company, il film - un cortometraggio in una bobina - uscì nelle sale cinematografiche statunitensi il 3 luglio 1914.
La Grapevine Video lo ha distribuito in VHS sul mercato americano dell'Home Video.